# Gurk, Sankt Veit an der Glan
Gurk (tiếng Slovene: Krka) là một thị xã thuộc huyện Sankt Veit an der Glan, Carinthia, Áo.

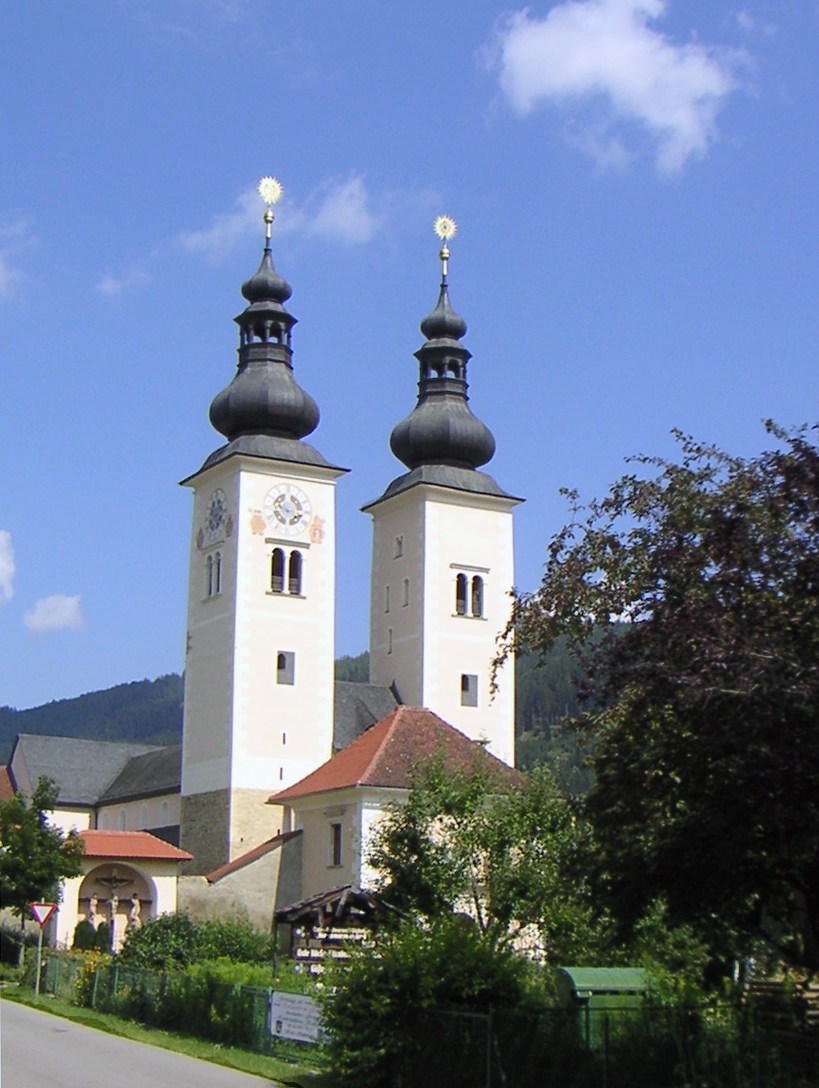
Giáo đường Gurk.

Đô thị này có các phường: Pisweg, Gruska, Gurk
Các khu phố: Dörfl, Finsterdorf, Föbing, Gassarest, Glanz, Gruska, Gurk, Gwadnitz, Hundsdorf, Kreuzberg, Krön, Masternitzen, Niederdorf, Pisweg, Ranitz, Reichenhaus, Straßa, Sutsch, Zabersdorf, Zedl, Zedroß, Zeltschach

## Đô thị giáp ranh
- Straßburg
- Weitensfeld im Gurktal
- Mölbling
- Frauenstein